# Projekt 1144 Orlan
Kirov-klass är en klass av militära örlogsfartyg i den ryska flottan. Klassen innefattar de för närvarande största och tyngsta ytstridsfartygen i aktiv drift i världen, där  hangarfartyg, amfibiefartyg eller ubåtar inte hänförs till gruppen "ytstridsfartyg". Klassen byggdes ursprungligen för den sovjetiska flottan. I Ryssland är de vanligtvis känd under beteckningen Projekt 1144 Orlan (havsörn).
Till storlek är bara hangarfartyg större, och fartygstypen är ungefär lika stor som slagskeppen under första världskriget. Detta har bidragit till att fartygen i väst ibland kallas slagkryssare, där det dock är lämpligare att benämna Kirov-klassen som en ”tung atomdriven robotkryssare”, vilket även överensstämmer med den ryska beteckningen тяжёлых атомных ракетных крейсеров. Närmast jämförbar är de stora kryssarna i Alaska-klassen i amerikanska flottan, som hade deplacement och beväpningen som en slagkryssare men  annars var närmare en tung kryssare i användning och konstruktion. Uppkomsten av Kirov-klassen spelade en stor roll för drifttagandet av slagskeppen i Iowa-klassen i amerikanska flottan under 1980-talet.
Kirov-klassens skrovform användes också för det atomdrivna signalspaningsfartyget SSV-33 Ural.

## Konstruktion
Fartyget är 252 meter långt över allt och har en största bredd på 28,5 meter, med ett maximalt deplacement på 28 000 ton. Fartyget har en ovanlig maskinanläggning med två tryckvattenreaktorer och två oljeeldade ångpannor som förser de två ångturbinerna med ånga. Varje reaktor ger en termisk effekt på 300 MW och laddas med runt 300 kg höganrikat uran. Vid drift med enbart kärnreaktorerna uppnås en hastighet på 20 knop med i stort sett obegränsad räckvidd. Om oljepannorna används så ökar den maximala hastigheten till 32 knop. De två kärnreaktorerna har en beräknad livslängd på 50 år.

### Beväpning
Kirov-klassen är tungt bestyckad med både tunga sjömålsrobotar, luftvärnsrobotar, luftvärnskanoner och artilleri. Först och främst finns tolv sexställiga B-203A vertikallavettage (totalt 96 S-300F Fort (SA-N-6 Grumble) robotar med en räckvidd mot inkommande robotar på 25 meters höjd av 25 kilometer; mål på 2000 meters höjd och högre kan bekämpas ut till 90 kilometer), och sedan ett dubbeltorn med 130-millimeters 70-kalibrig AK-130 allmålskanon med 840 granater (AR-32 zonrör eller DVM-60M brinntidrör) och en eldhastighet av 60 granater per minut och eldrör. Maximal räckvidd mot ytmål är 28 kilometer, mot luftmål avsevärt kortare.
Kortdistansluftförsvarssystemen består dels av 16 åttaställiga 3K95 Kinzjal (SA-N-9 Gauntlet) luftvärnsrobotsystem (totalt 128 robotar med en räckvidd av 1 till 12 kilometer och möjlighet att insättas mot mål på en höjd från 9 till 6000 meter), och dels av sex 3K87 Kortik CIWS (SA-N-11 Grison), vardera med åtta robottuber (totalt 192 robotar med en räckvidd av 1 till 10 kilometer och förmåga att insättas mot mål på en höjd från 10 till 6000 meter; 48 missiler per CIWS)) och två 30-millimeters Gatlingkanoner (totalt 24 000 granater) med en eldhastighet av 2 500 granater per minut och eldrör och en räckvidd på mellan 500 och 1500 meter och med en topphöjd på 3000 meter.
Fartyget har som huvudbestyckning 20 stycken tunga sjömålsrobotar av typen P-700 Granit (SS-N-19 Shipwreck). Roboten har en räckvidd på 625 km och kan förses med vanlig stridsspets på 750 kg eller en kärnladdning på 500 kiloton. Eftersom robotbeväpningen hade en sådan lång räckvidd hade fartygen själva liten möjlighet att upptäcka målen på sådana långa avstånd. Med hjälp av eldledningshelikoptrar av typen Kamov Ka-25Ts som finns ombord kan man med deras kraftiga radarn Uspech (framgång) upptäcka mål på betydligt längre avstånd än vad fartygets egen radar kan se. För att kunna ta emot detaljera målinformation direkt från satelliter av typen US-A och US-P var fartygen i klassen utrustade med satellitlänken Kasatka-B (svala, NATO-rapporteringsnamn: Punch Bowl).

## Fartyg

### Admiral  Ushakov
Påbörjad: 27 mars 1974,  sjösatt: 26 december 1977, Tagen i tjänst: 30 december 1980, tagen ur tjänst: 1990

Admiral Ushakov namngiven efter Fyodor Fyodorovich Ushakov började byggas 27 mars 1974 på Baltijskij örlogsvarv under namnet Kirov och togs i tjänst 30 december 1980. Tagen ur tjänst 1990 och planeras att skrotas 2021.[uppföljning saknas]

### Admiral Lazarev
Påbörjad: 27 juli 1978,  sjösatt: 26 maj 1981, Tagen i tjänst: 31 oktober 1984, tagen ur tjänst: 1999

Admiral Lazarev namngiven efter Michail Lazarev började byggas 27 juli 1978 på Baltijskij örlogsvarv under namnet Frunze och togs i tjänst 31 oktober 1984. Tagen ur tjänst 1999 och planeras att skrotas 2021.[uppföljning saknas]

### Admiral Nakhimov
Påbörjad: 17 maj 1983,  sjösatt: 25 april 1986, Tagen i tjänst: 30 december 1988, tagen ur tjänst: 1999

Admiral Nakhimov namngiven efter Pavel Nachimov började byggas 17 maj 1983 på Baltijskij örlogsvarv under  namnet Kalinin och togs i tjänst 30 december 1988. Tagen ur tjänst 1999 och har sedan 2006 varit under ombyggnad för att sättas i tjänst igen.[uppföljning saknas]

### Pyotr Velikiy
Påbörjad: 11 mars 1986,  sjösatt: 29 april 1989, Tagen i tjänst: 9 april 1998

Pyotr Velikiy namngiven efter Peter  den Store började byggas 11 mars 1986 på Baltijskij örlogsvarv under namnet Yuriy Andropov och togs i tjänst 9 april 1998. I tjänst i Norra flottan.

### Kuznetsov
Kuznetsov namngiven efter Nikolaj Gerasimovitj Kuznetsov började byggas på Baltijskij örlogsvarv men bygget avbröts den 4 oktober 1990.